# Recinto del Cerro de la Horca

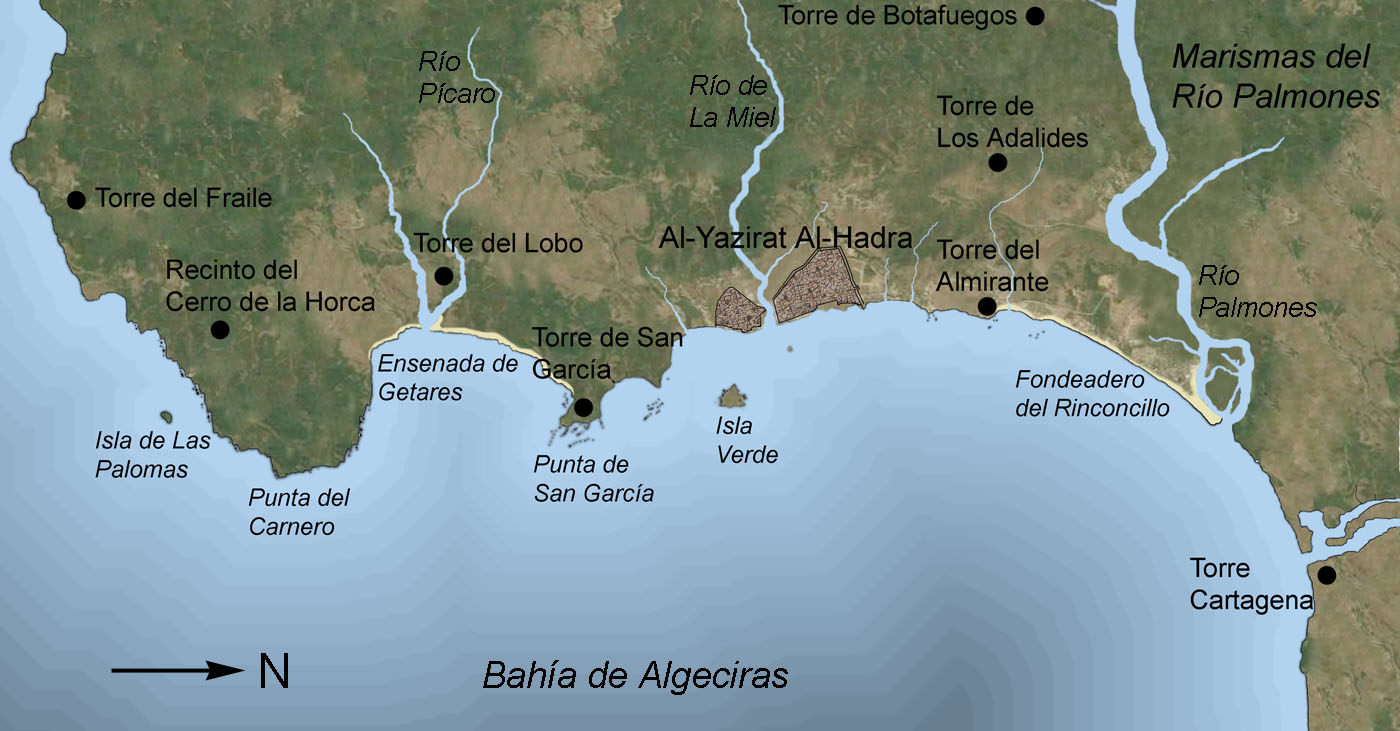
Situación del Recinto del Cerro de la Horca en la orilla oriental de la bahía de Algeciras y su relación con otras construcciones medievales de la zona.

El recinto del Cerro de la Horca es una construcción de origen medieval que se localiza en la localidad andaluza de Algeciras.
El recinto aparece actualmente destruido y a la espera de intervenciones arqueológicas protegido por la legislación municipal como zona de cautela arqueológica y dentro del parque natural del Estrecho. Los restos arqueológicos se sitúan en el Cerro de la Horca en la falda de los montes de la orilla norte del estrecho de Gibraltar a unos 197 metros sobre el nivel del mar. 
Este recinto actuaría como torre almenara contactando visualmente con la Torre del Fraile y la ciudad de Algeciras. Debido a sus grandes dimensiones es posible que la de vigilancia no fuera la única función de esta construcción que podría haber actuado también como refugio de una escasa población agrícola de los alrededores en caso de necesidad.
El perímetro de la muralla del recinto es de unos 120 metros por 70 y en su interior se aprecian varios recintos de planta circular u ojival con un alzado de un metro en el mejor de los casos y construido con la técnica de la piedra seca. El grosor de las murallas es de dos metros y se ha estimado una altura de entre 4 y 5 metros; se haya construida sobre roca madre en las zonas en las que era posible o sobre el propio terreno que debía haberse adecuado para tal fin. Se han localizado hasta el momento tres torres adosadas al muro perimetral, dos de ellas de planta circular y una de planta cuadrada. La primera de las torres circulares se localizaba en la parte alta del recinto y tenía un diámetro de seis metros, la segunda torre circular, de unos 7,30 metros de diámetros se encuentra en el flanco suroeste, el más débil del recinto; la torre de planta cuadrada apenas tiene 2,30 metros de lado y se especula sobre su función siendo posible que actuara de contrafuerte para el muro. Una cuarta estructura adosada a la puerta principal puede ser también identificada como una torre aunque es más posible que actuara como elemento defensivo a la entrada de la fortificación a modo de bastión adelantado o de elemento de un ingreso en acodo. Mide 9 por 7,30 metros de lado y forma un estrecho pasadizo de 2,5 metros con la puerta en un ángulo de 90°. La puerta tiene una anchura de 1,10 metros y está formado por dos grandes bloques de arenisca que aún pueden ser observados in situ.
La presencia de abundante material cerámico ha permitido datar este recinto como construido en el siglo X y un periodo de máxima ocupación en los siglos XIII y XIV; del mismo modo se ha constatado un abandono en época meriní coincidiendo con el sitio de Algeciras y la posterior conquista castellana de Al-Yazírat al-Jadra en 1344. Una vez perdido en control musulmán del estrecho las torres vigías como esta perdieron toda su actividad y, al menos en el caso del recinto del Cerro de la Horca fueron desmanteladas.